# Пляцок

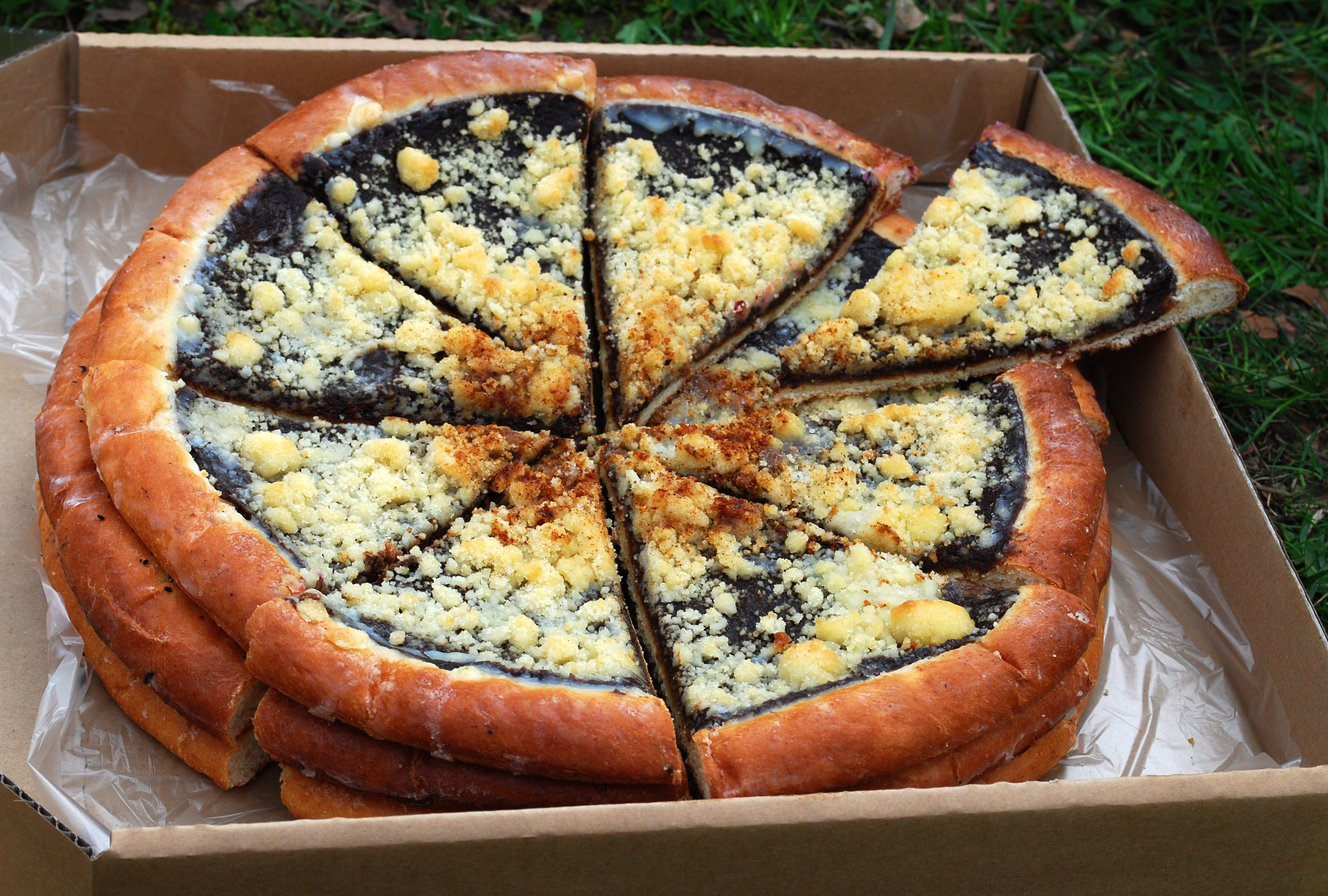
Чеський круглий пляцок

Пля́цок (пол. і чеськ. placek; нім. Platz, пов'язаного з Fladsel — «оладка, коржик») — будь-який плаский виріб з якого-небудь тіста, тонкий коржик. В Галичині пляцок — це кондитерський виріб, що поєднує в собі коржі, креми та начинки. Дуже схожий на торт, але простіший у виконанні. Подають на свята й урочистості, на одній таці відразу кілька видів. Як правило, пляцки печуть у прямокутній формі.
Пляцки бувають багатошарові та одношарові.
Зріз пляцка яскравий і багатобарвний, часом хитромудрий, завдяки різноманітним шарам, начинці й кремам. Подають відразу кілька видів, нарізані порційно на квадратики.
На Київщині пляцком називають плаский бездріжджовий хліб.
Також деруни називають тертими пляцками.